# Hossam Abu Safia
Hossam Abu Safia (àrab: حسام أبو صفية, Ḥusām Abū Ṣafiyya), també conegut com a Abu Elias (Gaza, 21 de novembre de 1973), és un metge palestí, especialitzat en pediatria, que actualment exerceix com a director de l'Hospital Màrtir Kamal Adwan de la Franja de Gaza. És considerat una de les figures més destacades del sector de la salut al territori i treballa per dirigir equips mèdics als residents de Gaza.

## Trajectòria
Abu Safia va néixer al camp de Jabalia, a la ciutat de Gaza, en una família desplaçada de la ciutat de Hamama el 1948, després de la Nakba. Va obtenir el certificat de la Junta Palestina en Pediatria i Neonatologia. A finals d'octubre de 2024 va ser arrestat mentre les forces israelianes van assaltar l'hospital Kamal Adwan i van obligar el personal mèdic a marxar. Després del seu alliberament, va rebre la notícia del martiri del seu fill Ibrahim com a conseqüència d'un bombardeig de les forces israelianes el 26 d'octubre de 2024.
El 23 de novembre de 2024 va resultar ferit mentre treballava a l'interior de l'hospital, després que un quadrotor de l'exèrcit israelià li llancés una bomba, fet que li va provocar sis ferides de metralla que van penetrar a la zona de la cuixa i van causar-li la ruptura de venes i artèries.
El 27 de desembre de 2024, les forces israelianes van assaltar l'hospital i el van arrestar. El 30 de desembre de 2024, la CNN va informar, citant a detinguts recentment alliberats per Israel, que el doctor estava detingut a la base militar de Sde Timan.